# SSh-40
O SSh-39 (em russo:  СШ-39) e o SSh-40 (em russo:  СШ-40, ambos de стальной шлем, stal'noy shlem, lit. 'capacete de aço') foram dois projetos semelhantes de capacete de combate de aço projetados e usados pelo Exército Vermelho da União Soviética. Eles foram as principais formas de capacete em uso durante a Segunda Guerra Mundial e apresentavam apenas diferenças superficiais.

## SSh-39
O SSh-39 tinha um projeto simples e mais moderno e era muito mais fácil de fabricar do que o SSh-36. O SSh-39 seria o projeto padrão para capacetes soviéticos pelos próximos 29 anos, com apenas pequenas alterações ocorrendo durante esse período. É também o projeto do capacete da Tumba do Soldado Desconhecido em Moscou. O capacete foi produzido principalmente em três fábricas, a Fábrica de Tratores de Stalingrado (designada CT no carimbo), a Fábrica Outubro Vermelho (ЗКО) também em Stalingrado, e a Fábrica Metalúrgica de Lisva (LMZ). Este capacete, como o SSh-36 anterior, esteve em ação em inúmeras campanhas antes de ser descontinuado em 1942 em favor do SSh-40.

## SSh-40

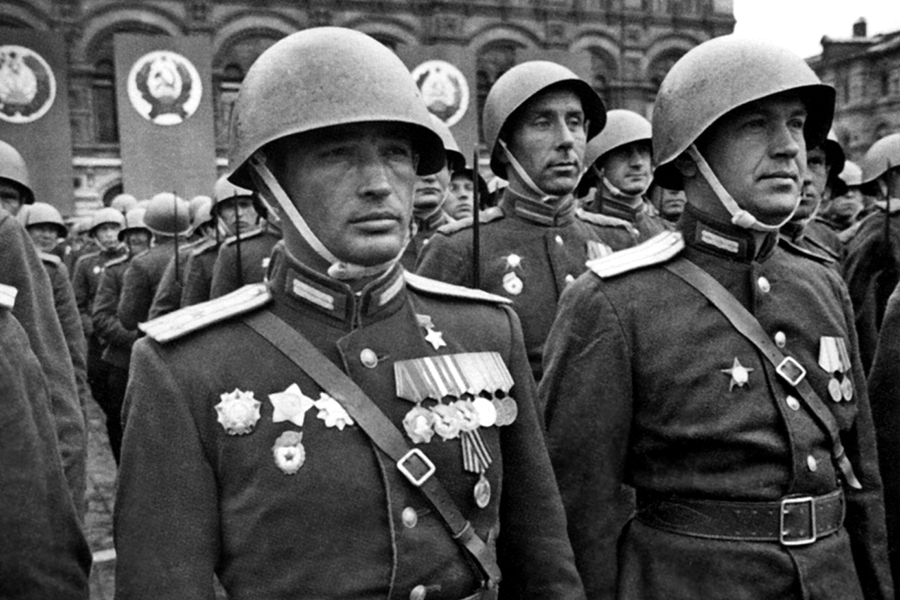
Soldados soviéticos com capacetes SSh-40 na Parada da Vitória de 1945

O SSh-40 foi o capacete em serviço mais comumente usado pela União Soviética durante a Segunda Guerra Mundial. Ao contrário do SSh-36 e do SSh-39, o SSh-40 foi fabricado apenas em três tamanhos, 1–3. O SSh-40 foi complementado pelo SSh-60 que entrou em serviço na década de 1960 e finalmente substituído pelo SSh-68, embora muitos tenham permanecido em uso até a retirada soviética do Afeganistão. O SSh-40 é comumente confundido com o capacete húngaro M50.